# Ianuarie 1983
Acest articol este generat integral pe baza informațiilor din articolul 1983 și este actualizat periodic de un robot.
 Editările făcute în articol vor fi șterse la următoarea actualizare! Dacă doriți să faceți modificări, editați articolul-sursă.

ianuarie -
februarie -
martie -
aprilie -
mai -
iunie -
iulie -
august -
septembrie -
octombrie -
noiembrie -
decembrie
Ianuarie 1983 a fost prima lună a anului și a început într-o zi de sâmbătă.

## Evenimente
- 1 ianuarie: Germania preia Președinția Consiliului Comunităților Europene.
- 22 ianuarie: Björn Borg se retrage din tenis după ce câștigă de cinci ori consecutiv Turneul de tenis de la Wimbledon.

## Nașteri
- 1 ianuarie: Daniel Jarque, fotbalist spaniol (d. 2009)
- 1 ianuarie: Vojislav Vranjković, fotbalist sârb
- 2 ianuarie: Abiodun Agunbiade, fotbalist nigerian
- 2 ianuarie: Jefferson de Oliveira Galvão, fotbalist brazilian (portar)
- 5 ianuarie: Iosif Chirilă, canoist român
- 6 ianuarie: Nasser Menassel, fotbalist francez
- 7 ianuarie: Matteo Tagliariol, scrimer italian
- 10 ianuarie: Paulică Ion, jucător român profesionist de rugby în XV
- 11 ianuarie: Adrian Sutil, pilot german de Formula 1
- 15 ianuarie: Jermaine Lloyd Pennant, fotbalist britanic
- 15 ianuarie: Hugo Viana (Hugo Miguel Ferreira Gomes Viana), fotbalist portughez
- 16 ianuarie: Alexandru Traian Marc, fotbalist român (portar)
- 16 ianuarie: Emanuel Pogatetz, fotbalist austriac
- 16 ianuarie: Daisuke Sakata, fotbalist japonez (atacant)
- 17 ianuarie: Álvaro Arbeloa (Álvaro Arbeloa Coca), fotbalist spaniol
- 17 ianuarie: Ionuț Stancu (Ionuț Cristian Stancu), fotbalist român
- 19 ianuarie: Glen Moss (Glen Robert Moss), fotbalist neozeelandez (portar)
- 19 ianuarie: Maria Rus, atletă română
- 21 ianuarie: Victor Leandro Bagy, fotbalist brazilian (portar)
- 21 ianuarie: Ranko Despotović, fotbalist sârb (atacant)
- 21 ianuarie: Svetlana Hodcenkova, actriță rusă
- 24 ianuarie: Alexander Ivanov, cântăreț belarus
- 24 ianuarie: Shaun Richard Maloney, fotbalist scoțian (atacant)
- 24 ianuarie: Scott Speed, pilot american de Formula 1
- 24 ianuarie: Teo (Iuri Vașciuk), cântăreț belarus
- 25 ianuarie: Yasuyuki Konno, fotbalist japonez
- 26 ianuarie: Marek Čech, fotbalist slovac
- 28 ianuarie: Bogdan Macovei, sportiv din R. Moldova (sanie)
- 30 ianuarie: Jordan Carver, actriță germană
- 31 ianuarie: Fabio Quagliarella, fotbalist italian (atacant)

## Decese
- 12 ianuarie: Rebop Kwaku Baah (Anthony Kwaku Baah), 38 ani, muzician ghanez (n. 1944)
- 12 ianuarie: Lucian Predescu, 75 ani, scriitor și publicist român (n. 1907)
- 13 ianuarie: Mihai Max Eisikovits, 74 ani, compozitor evreu din Transilvania (n. 1908)
- 13 ianuarie: Mihai Max Eisikovits, compozitor evreu din Transilvania (n. 1908)
- 20 ianuarie: Jochen Diestelmann, 60 ani, actor german (n. 1922)
- 20 ianuarie: Garrincha (Manuel Francisco dos Santos), 49 ani, fotbalist brazilian (n. 1933)
- 26 ianuarie: Constantin Trestioreanu, 91 ani, ofițer român (n. 1891)
- 27 ianuarie: Louis de Funès (Louis Germain David de Funès de Galarza), 68 ani, actor francez de teatru și film (n. 1914)
- 30 ianuarie: Emilio Polli, 81 ani, înotător olimpic Italian (n. 1901)
- 31 ianuarie: Aleksander Kurtna (n. Aleksander Kurson), 68 ani, traducător și poliglot estonian (n. 1914)